# Min Byung-dae
Min Byung-dae (* 20. Februar 1918; † 4. Januar 1983 in Seoul) war ein südkoreanischer Fußballspieler und -trainer.

## Karriere
Min war Teil der Mannschaft von Südkorea bei den Olympischen Spielen 1948 in London, wo er es mit seiner Mannschaft bis ins Viertelfinale schaffte. Auch war er Teil der südkoreanischen Nationalmannschaft bei der Weltmeisterschaft 1954 und wurde hier in der Gruppenphase gegen Ungarn eingesetzt.
Nach seiner Karriere als Spieler war er ab 1958 bis 1963 mehrfach kurzzeitig als Cheftrainer der südkoreanischen Nationalmannschaft aktiv.